# Celidodacus obnubilus
Celidodacus obnubilus är en tvåvingeart som först beskrevs av Karsch 1887.  Celidodacus obnubilus ingår i släktet Celidodacus och familjen borrflugor. Inga underarter finns listade.